# European League of Football 2024
European League of Football 2024 byla čtvrtou sezónou European League of Football, profesionální ligy amerického fotbalu. Účastnilo se jí sedmnáct týmů z devíti různých zemí. Vítězem ročníku se stal tým Rhein Fire, který ve finálovém zápase, jenž se uskutečnil 22. září 2024 v Veltins-Areně v Německu porazil Vienna Vikings poměrem 51–20.

## Formát
Týmy byly rozdělené do tří skupin po 5, nebo 6 týmech. Každý tým odehrál v základní části 12 zápasů. Vítěz každé skupiny a další 3 nejlepší týmy celkově se kvalifikovaly do play-off.

## Týmy
V sezóně 2024 soutěžilo v lize 16 týmů ze sezóny 2023 a jeden nový tým Madrid Bravos. Jediným týmem ze sezóny 2023, který již nadále v lize hrát nehrál, byl tým Liepzig Kings.
Týmy:
- Hamburg Sea Devils
- Wroclaw Panthers
- Barcelona Dragons
- Berlin Thunder
- Cologne Centurions
- Fehérvár Enthroners
- Frankfurt Galaxy
- Helvetic Guards
- Milano Seamen
- Munich Ravens
- Paris Musketeers
- Madrid Bravos
- Prague Lions
- Rhein Fire
- Raiders Tirol
- Stuttgart Surge
- Vienna Vigings